# Dale (Wisconsin)
Dale es un lugar designado por el censo ubicado en el condado de Outagamie en el estado estadounidense de Wisconsin. En el Censo de 2010 tenía una población de 528 habitantes y una densidad poblacional de 136,64 personas por km².

## Geografía
Dale se encuentra ubicado en las coordenadas 44°16′32″N 88°40′23″O / 44.27556, -88.67306. Según la Oficina del Censo de los Estados Unidos, Dale tiene una superficie total de 3.86 km², de la cual 3.86 km² corresponden a tierra firme y (0%) 0 km² es agua.

## Demografía
Según el censo de 2010, había 528 personas residiendo en Dale. La densidad de población era de 136,64 hab./km². De los 528 habitantes, Dale estaba compuesto por el 98.86% blancos, el 0% eran afroamericanos, el 0.19% eran amerindios, el 0% eran asiáticos, el 0% eran isleños del Pacífico, el 0.95% eran de otras razas y el 0% pertenecían a dos o más razas. Del total de la población el 1.14% eran hispanos o latinos de cualquier raza.